# Châsse
 (décembre 2014).
Si vous disposez d'ouvrages ou d'articles de référence ou si vous connaissez des sites web de qualité traitant du thème abordé ici, merci de compléter l'article en donnant les références utiles à sa vérifiabilité et en les liant à la section « Notes et références ».

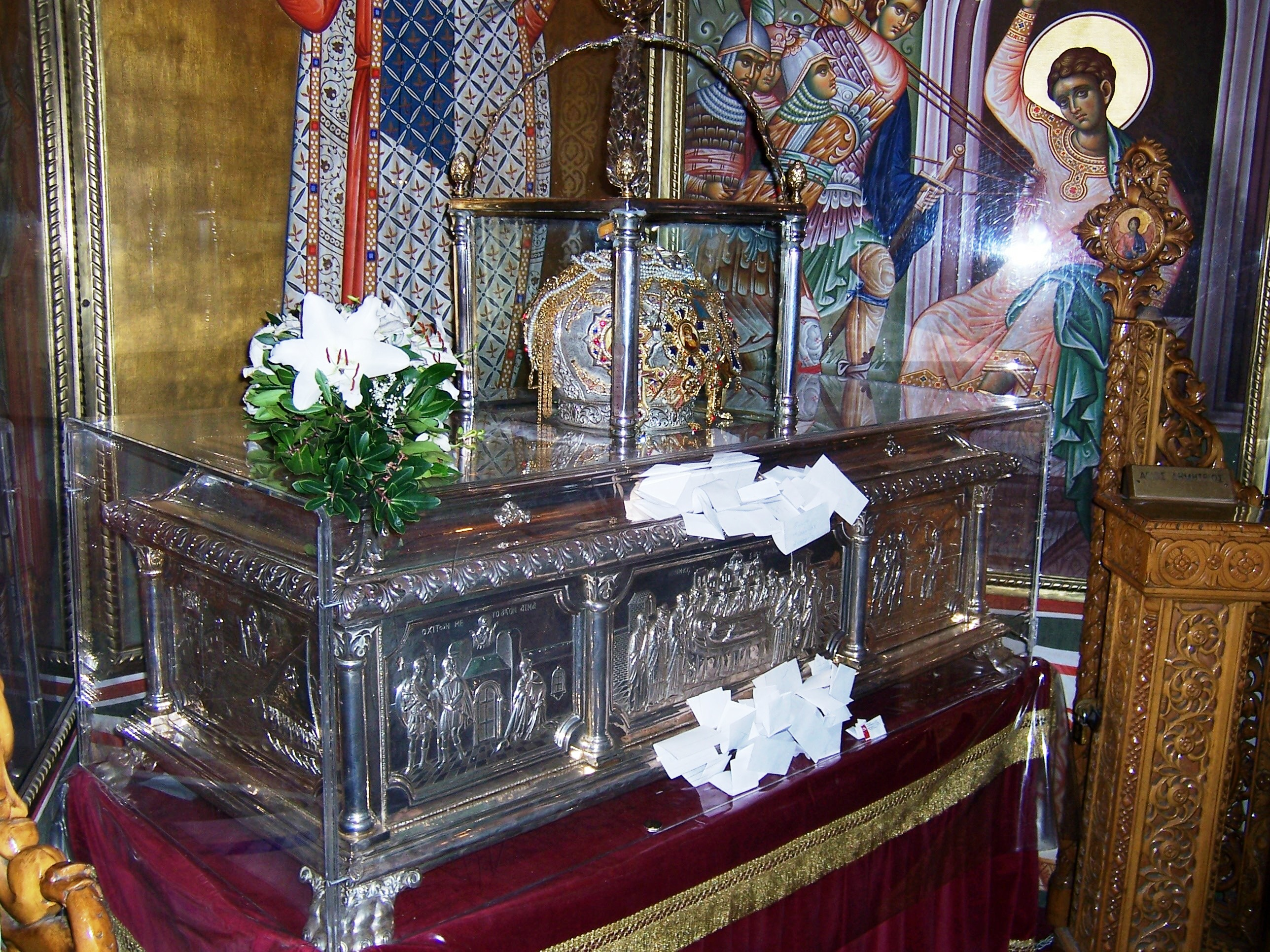
Châsse de saint Démétrios, cathédrale de Thessalonique, Grèce.

Une châsse (du latin capsa, « boîte, caisse » puis « cercueil ») désigne généralement un reliquaire contenant le corps d'un saint (entier, ou sa plus grande partie), voire de deux ou trois s'il s'agit par exemple de saints martyrisés ensemble. Il s'agit donc d'une sorte de cercueil-reliquaire. Certaines châsses sont des chefs-d'œuvre d'orfèvrerie.

## Fonction de la châsse
Depuis le Moyen Âge, l'élévation d'un corps dans une châsse est l'étape finale du processus officiel de canonisation par l'Église. À la différence des autres reliquaires de plus petite taille contenant seulement un ou quelques os, voire une collection d'os de plusieurs saints, l'existence d'une châsse signifie en elle-même la présence physique entière et exclusive du corps d'un saint qui protège spécialement la communauté religieuse et civile parmi laquelle il repose en attendant la résurrection du Jugement dernier. La châsse est exposée, avec des précautions, à la piété des fidèles du lieu, ou à celle des pèlerins que draine cette présence privilégiée. On adresse au saint, en présence de ses reliques, des prières, dont on espère soit de simples faveurs spirituelles, ou bien même des miracles. L'église précise que le culte accordé au saint (dulie) n'est pas de la même nature que celui qu'on adresse à Dieu (latrie).
La châsse est parfois portée en procession à travers la ville, voire dans les campagnes environnante, à des dates fixes, et surtout lors de la fête du saint, ou aux dates anniversaires d'autres événements. Des processions extraordinaires sont de plus pratiquées en cas de crise majeure, lorsque la collectivité qui la détient est la proie par exemple d'une épidémie ou d'un siège.
La châsse d'un saint patron est le bien spirituel de toute la communauté civile et religieuse qu'il protège. Ainsi qu'on le voit par exemple en 1725, à l'occasion de l'été pluvieux qui compromettait les récoltes, les châsses de sainte Geneviève à Paris et de sainte Scolastique au Mans furent alors portées en procession; à Paris, c'était sur ordre du Parlement, et au Mans sur ordre de l'évêque.

## Fabrication et forme des châsses
Comme l'indique l'étymologie, la châsse, du latin capsa, est avant tout un « coffre », une « boîte », qui gardait donc en gros la forme originelle du cercueil. D'ailleurs un autre mot était en usage et s'est longtemps conservé dans certaines églises locales, dont celle de Rouen : la « fierte » (du latin feretrum, « civière mortuaire »).
L'usage est, dans les premiers temps du christianisme, de célébrer la messe sur un autel contenant des reliques, ce qui conduit à donner aux châsses des formes de tombeaux. Ultérieurement  les reliques quittent  l'intérieur de l'autel et sont placées dans des coffres prenant des formes architecturales. 
Les châsses étaient originellement de simples coffres de bois ferrées à leurs angles. C'étaient le cas pour celles déterrées à Notre-Dame de Paris en 1699 et qui contenaient les évêques de saint Gendou, de saint Séverin, de saint Germain et de saint Lucain. Lorsque l'on est contraint par la décomposition de ce matériau de refaire à neuf la châsse , la présence d'un évêque chargé de constater et de certifier la présence, l'authenticité et la bonne conservation de ces objets sacrés est nécessaire.
Si la piété des fidèles s'est manifestée suffisamment par des dons, on enrichit fréquemment ces coffres, à partir du XIIe siècle, de plaques d'argent et d'autres éléments de décoration précieux qui manifestent la gloire du saint. On utilise parfois les émaux.
Ultérieurement les châsses sont réalisées entièrement en métal.
L'iconographie éventuellement utilisée est puisée dans ce qu'on sait ou croit savoir de la vie du saint, en complément d'autres représentations religieuses traditionnelles qui recadrent le culte du saint dans son contexte théologique, afin d'éviter les dérives idolâtres.
La forme originaire de la châsse, reproduisant celle d'un cercueil, conduit à une distribution de ces représentations semblable à celle des sarcophages paléochrétiens ornés du Bas-Empire romain. Il s'agit donc le plus souvent de bas-reliefs disposés sur les quatre faces verticales du coffre.
Certaines châsses adoptent la forme d'une église en miniature.

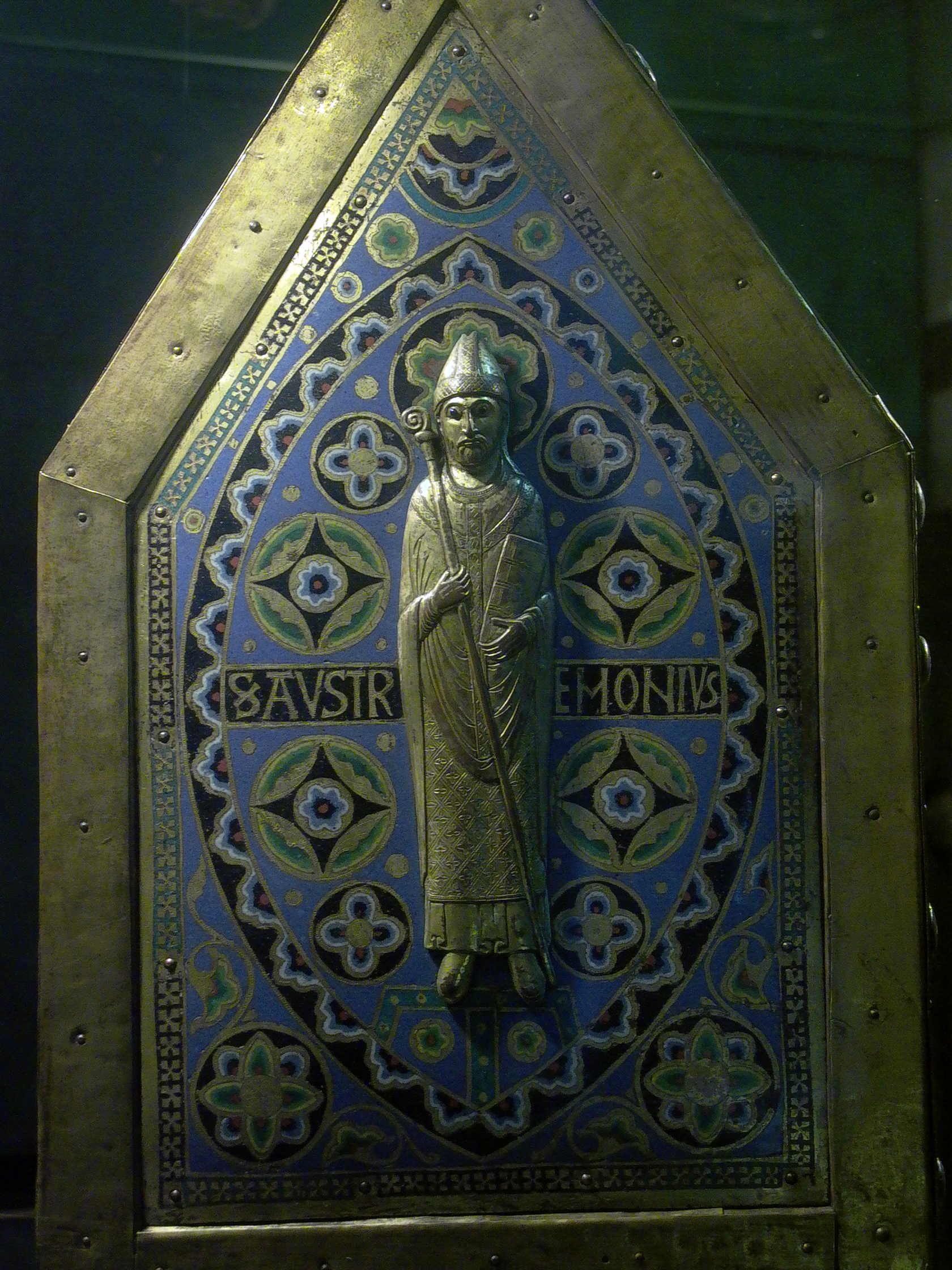
La châsse de saint Calmin à Mozac.
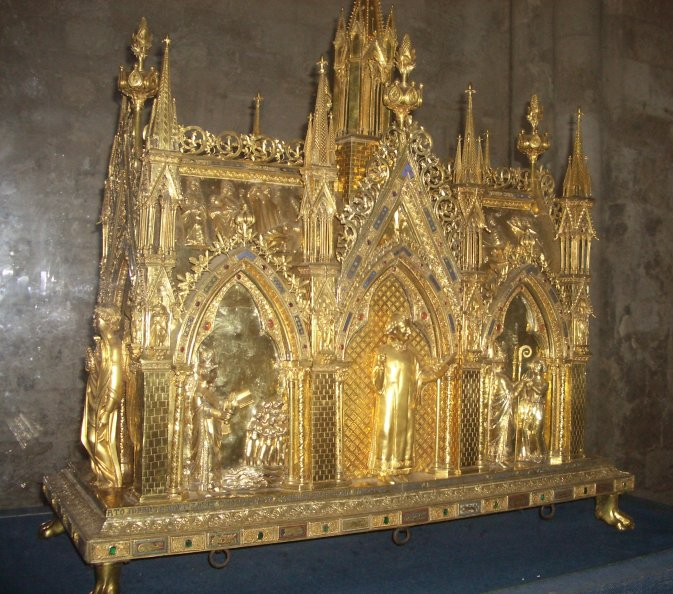
La châsse de saint-Taurin à Évreux.

## Châsses célèbres

### En Allemagne
- La châsse de Charlemagne à Aix-la-Chapelle.
- La châsse des rois mages à Cologne.
- La châsse de Ludger à l’abbaye de Werden

### En Belgique
- La châsse de Basse-Wavre - Notre Dame de Paix et de Concorde Basilique Notre-Dame de Basse-Wavre- reliques : .
- La châsse de sainte Begge, à Andenne (collégiale).
- La châsse de saint Bertuin, à Malonne.
- La châsse de saint Cornelius de Gand
- La châsse de saint Domitien de Huy.
- La châsse de saint Mengold à Huy.
- La châsse de sainte Lutgarde de Ittre.
- La châsse de saint Hadelin à Visé.
- La châsse de saint Eleuthère et la châsse Notre-Dame flamande à Tournai (Cathédrale).
- La châsse de saint Georges et de sainte Ode, dans l'église Saint-Georges et Sainte-Ode d'Amay (exposée uniquement lors des journées du patrimoine)
- La châsse de sainte Gertrude à Nivelles (collégiale).
- La châsse de sainte Marie d'Oignies à Nivelles
- La châsse de saint Lambert à Liège.
- La châsse de saint Médard de Jodoigne
- La châsse de sainte Rolende à Gerpinnes.
- La châsse de saint Symètre et saint André à Lierneux.
- La châsse des 19 martyrs de Gorcum à Bruxelles (église Saint-Nicolas).
- La châsse de saint Ghislain à Saint-Ghislain
- La châsse de saint Symphorien à Saint-Symphorien
- La châsse de saint Remacle à Stavelot.
- La châsse des époux saint Vincent à Soignies
- La châsse de sainte Waudru à Mons (épouse de saint Vincent).

### En France
- Les Arcs : la châsse de la bienheureuse Roseline de Villeneuve.
- Ars-sur-Formans : la châsse de saint Jean-Marie Vianney, curé d'Ars et la châsse de son cœur.
- Étampes : la châsse disparue des Corps-Saints.
- Évreux : la châsse de saint Taurin.
- Lisieux : la châsse de sainte Thérèse de Lisieux.
- Mozac : la châsse de saint Calmin (XIIe siècle) qui contient les reliques des époux fondateurs de l'abbaye de Mozac (63). Elle est la plus grande en émaux de Limoges qui soit conservée au monde.
- Nevers : la châsse de verre de sainte Bernadette contenant le corps intact de la sainte. Elle est actuellement conservée et exposée en la chapelle de Saint-Gildard.
- Paris : Cinq corps de saints sont visibles dans des châsses à Paris (voir aussi saint dont le corps est visible à Paris) :
  - sainte Madeleine-Sophie Barat ;
  - sainte Catherine Labouré ;
  - sainte Louise de Marillac ;
  - saint Vincent de Paul ;
  - saint Pierre-Julien Eymard ;
- Saint-Benoît-sur-Loire : la châsse de saint Benoit.
- Saint-Omer : la châsse de saint Erkembode.
- Saint-Viance : la châsse de saint Viance, en émail de Limoges.
- Tarascon : Châsse de sainte Marthe, reproduction du XIXe siècle en cuivre doré de l'originale en or massif offerte par Louis XI en 1478, considérée comme la plus précieuse du royaume jusqu'à la Révolution où elle fut dérobée.

### Aux Pays-Bas
- La châsse de saint Servais de Tongres à Maastricht.

### Au Royaume-Uni
- La châsse de saint Cuthbert à Durham.

### En Suisse
- La grande châsse de saint Maurice d'Agaune et la châsse des enfants de saint Sigismond à Saint-Maurice dans le canton du Valais.

### Galerie

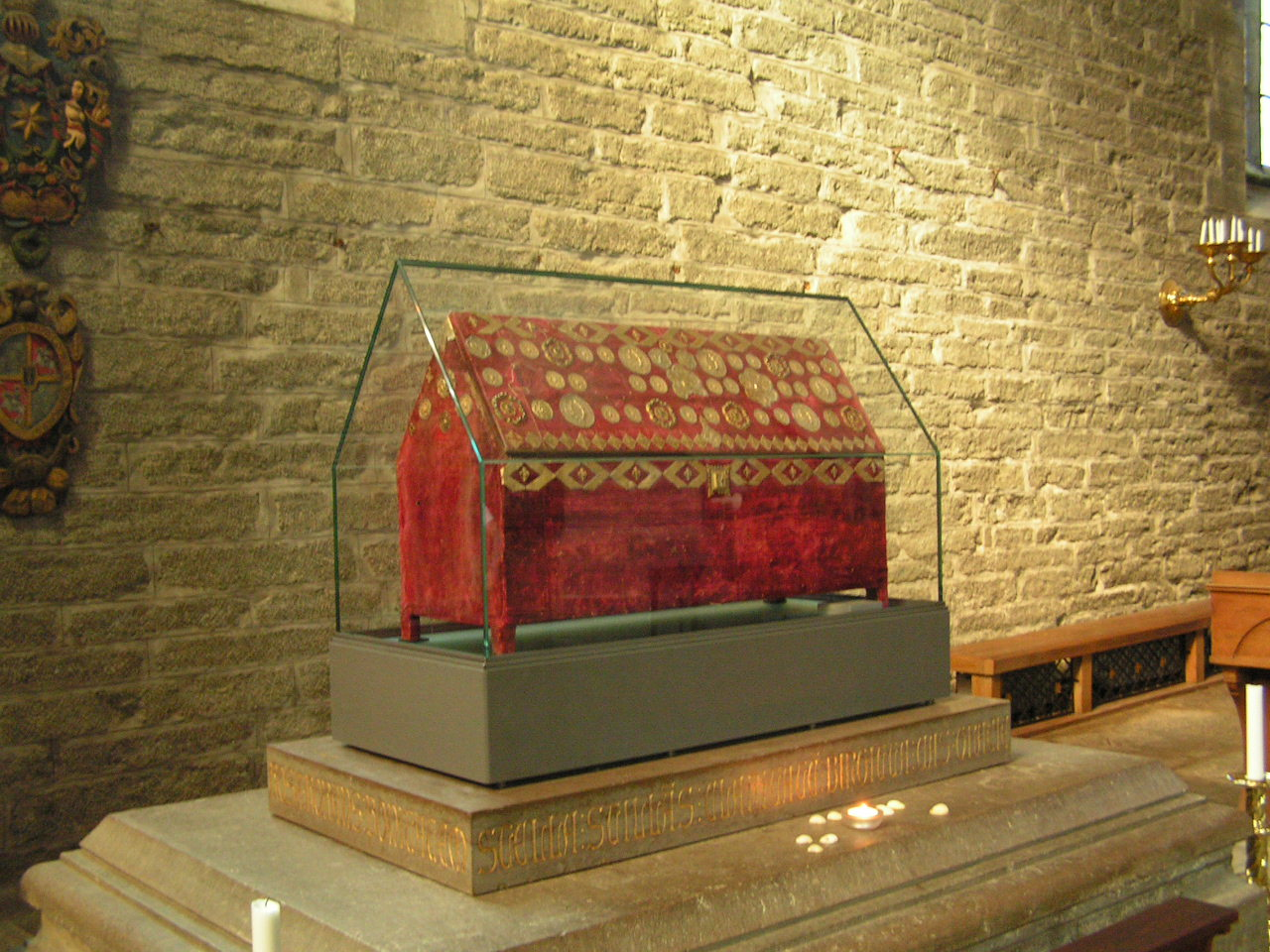
Châsse de sainte Brigitte.
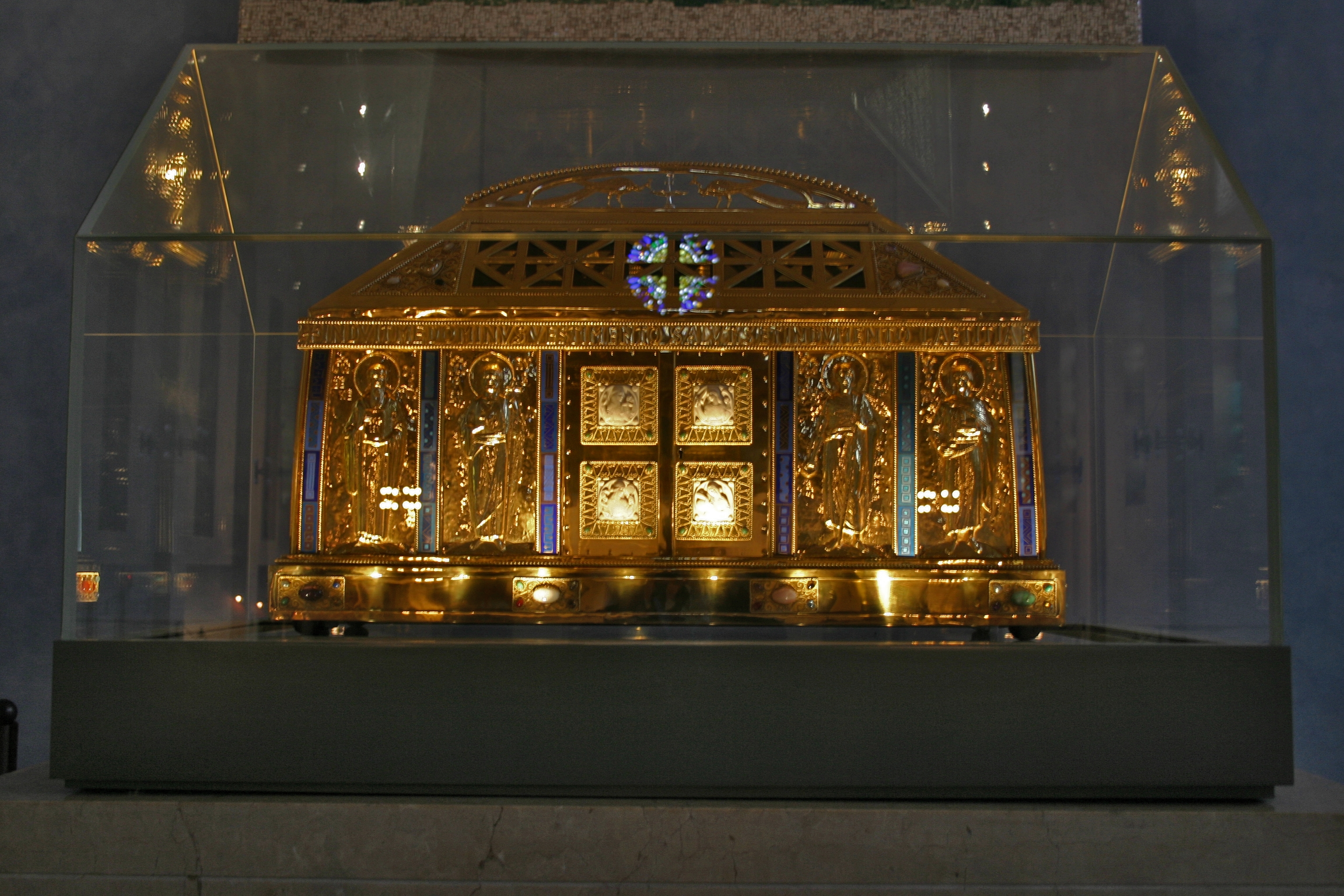
Châsse de sainte Hildegarde.
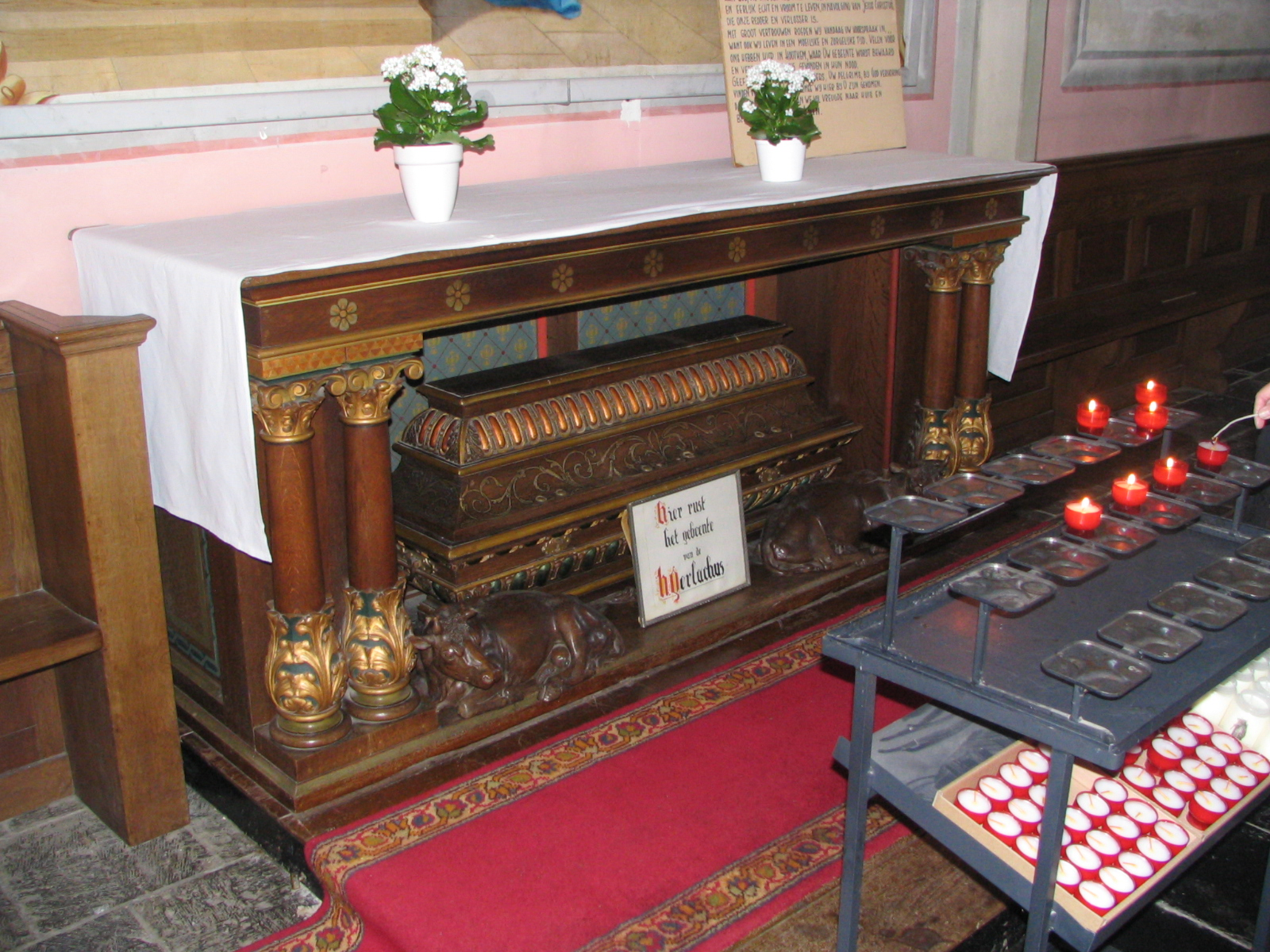
Châsse de saint Gerlac.
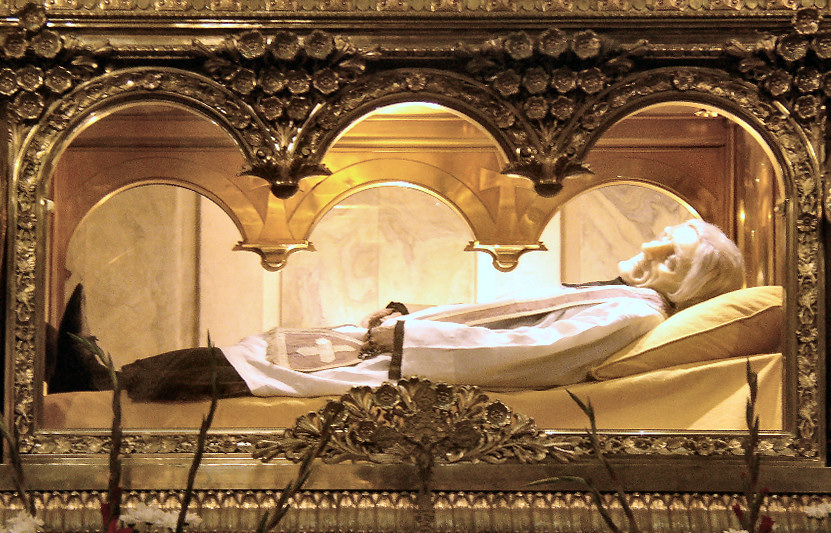
Châsse de Jean-Marie Vianney.
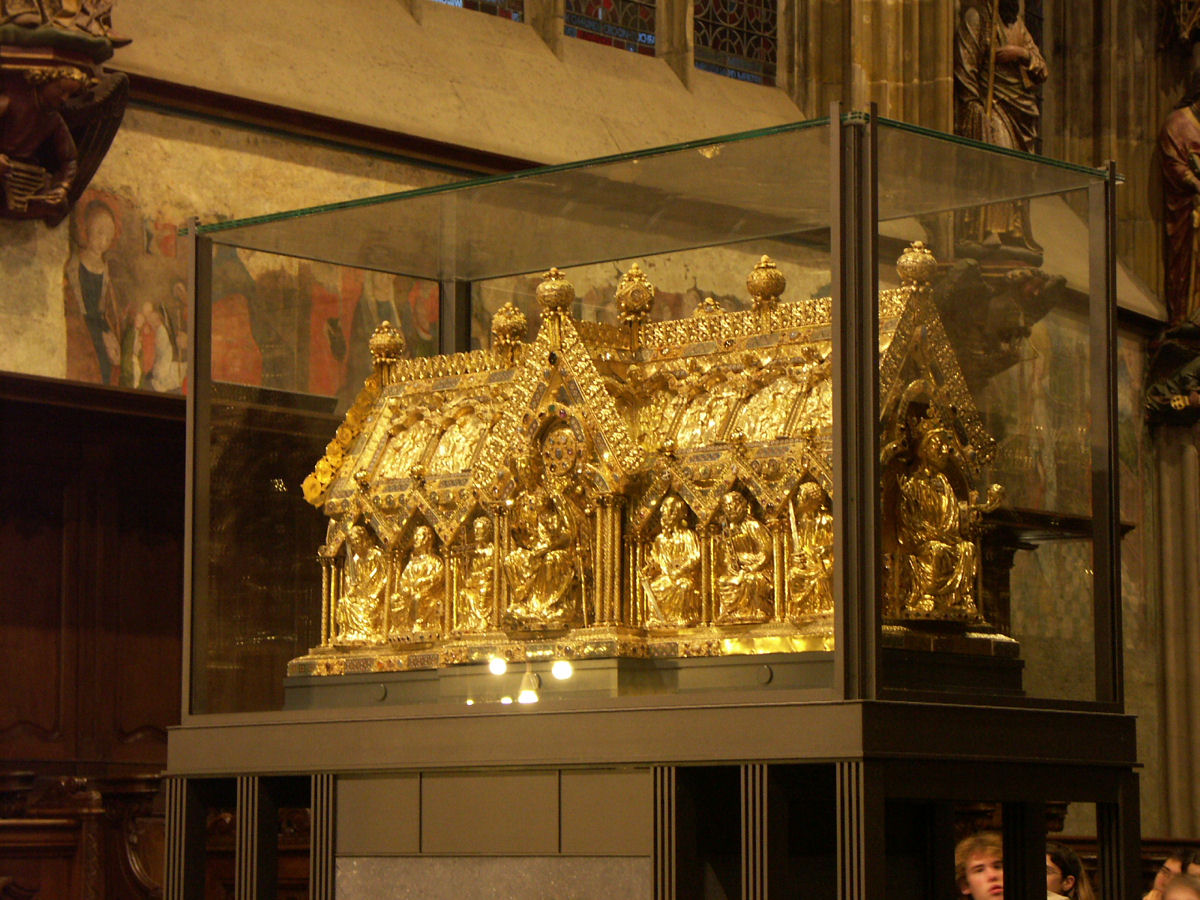
Châsse de Sainte-Marie à la cathédrale d'Aix-la-Chapelle.
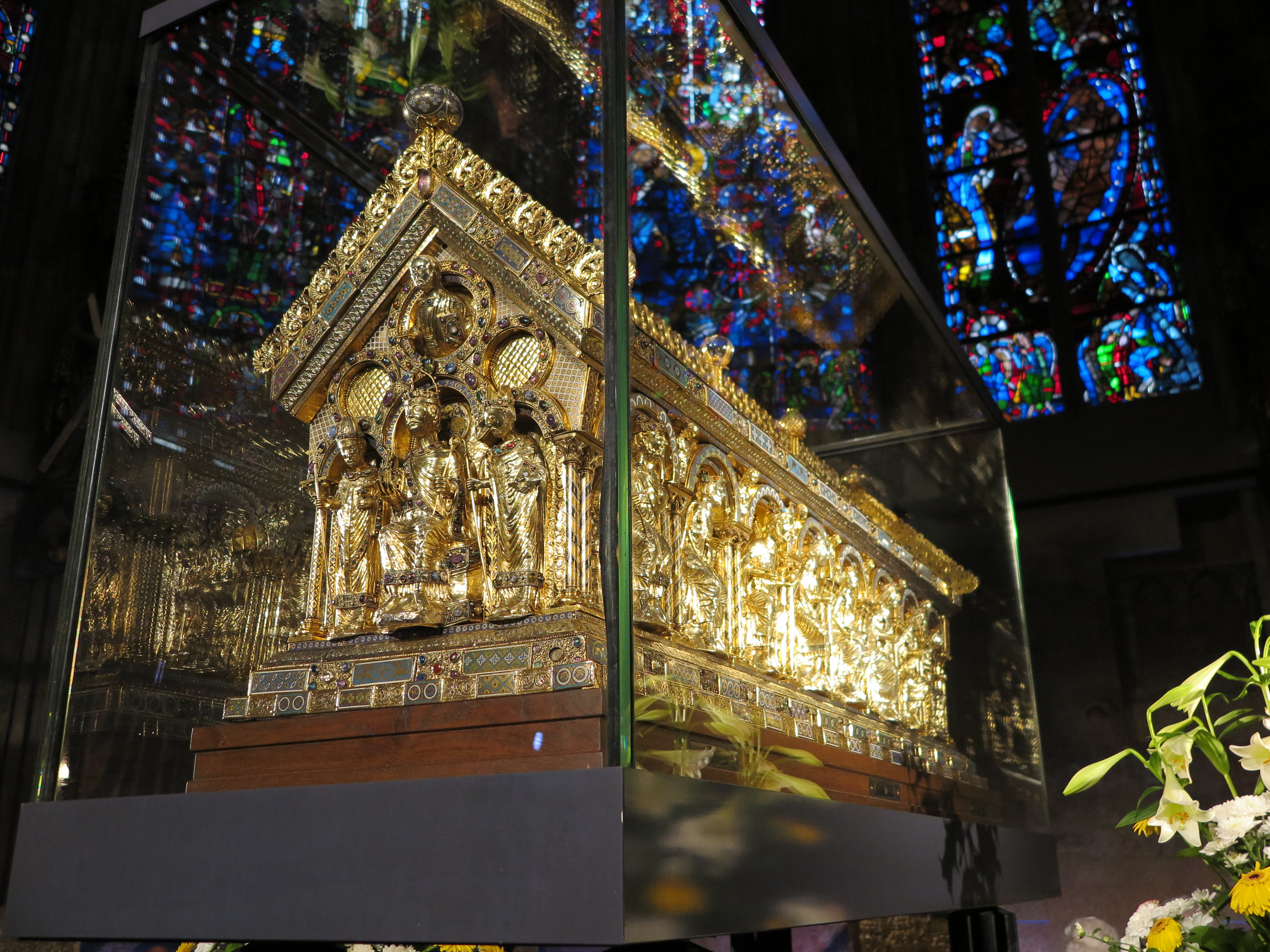
Châsse de Charlemagne à Aix-la-Chapelle.
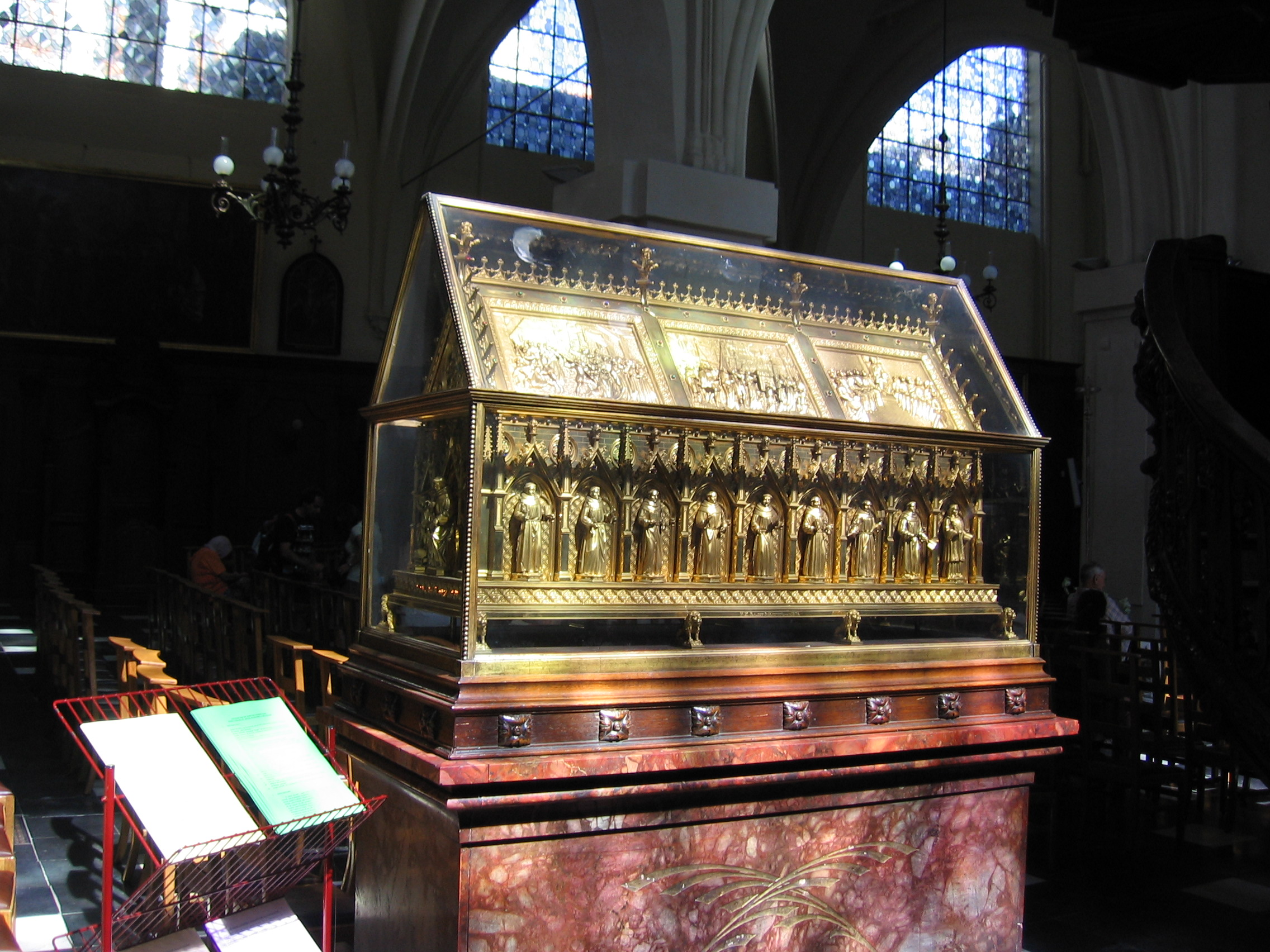
Châsse des martyrs de Gorcum se trouvant en l'église Saint-Nicolas à Bruxelles.
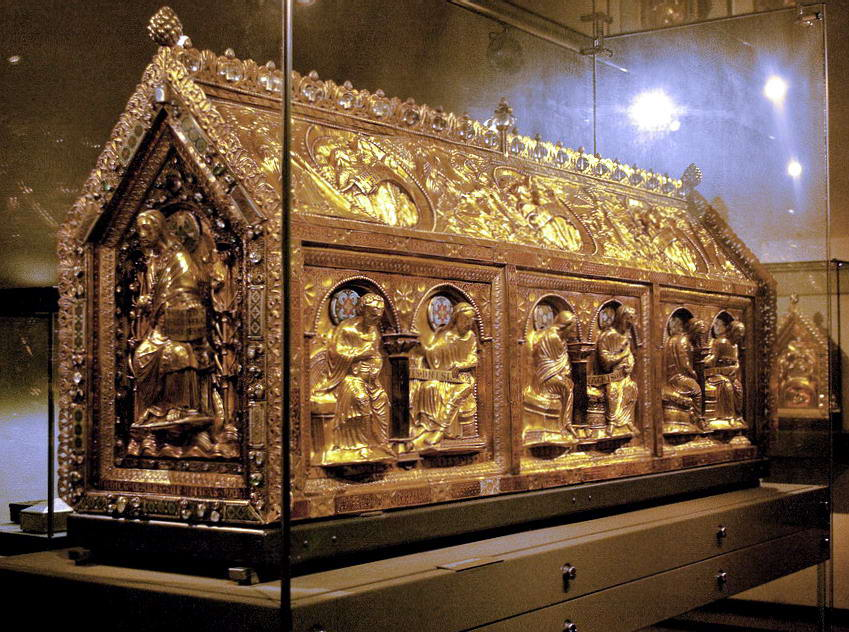
Châsse de saint Servais.
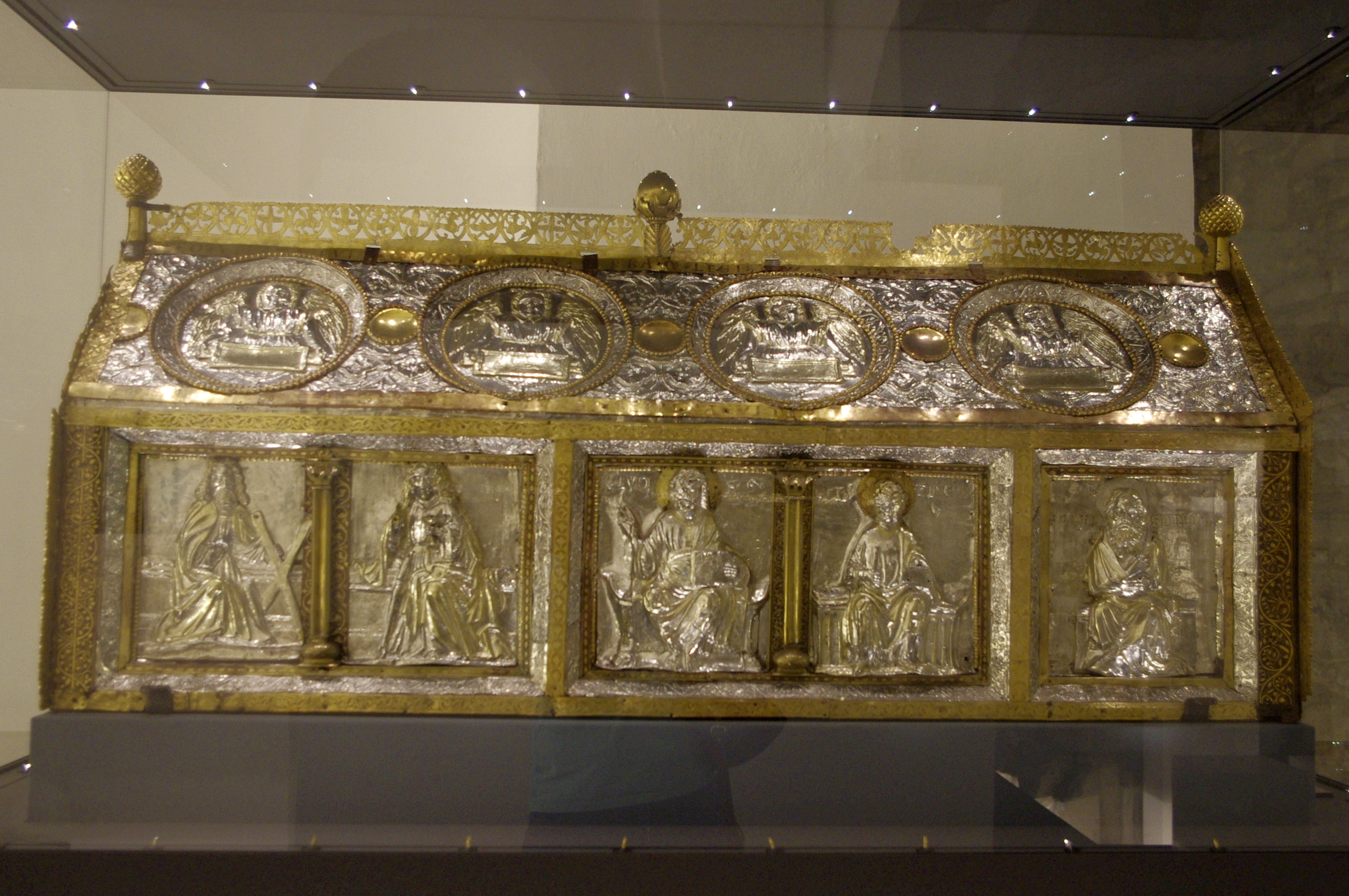
Châsse de saint Domitien à la collégiale Notre-Dame de Huy.
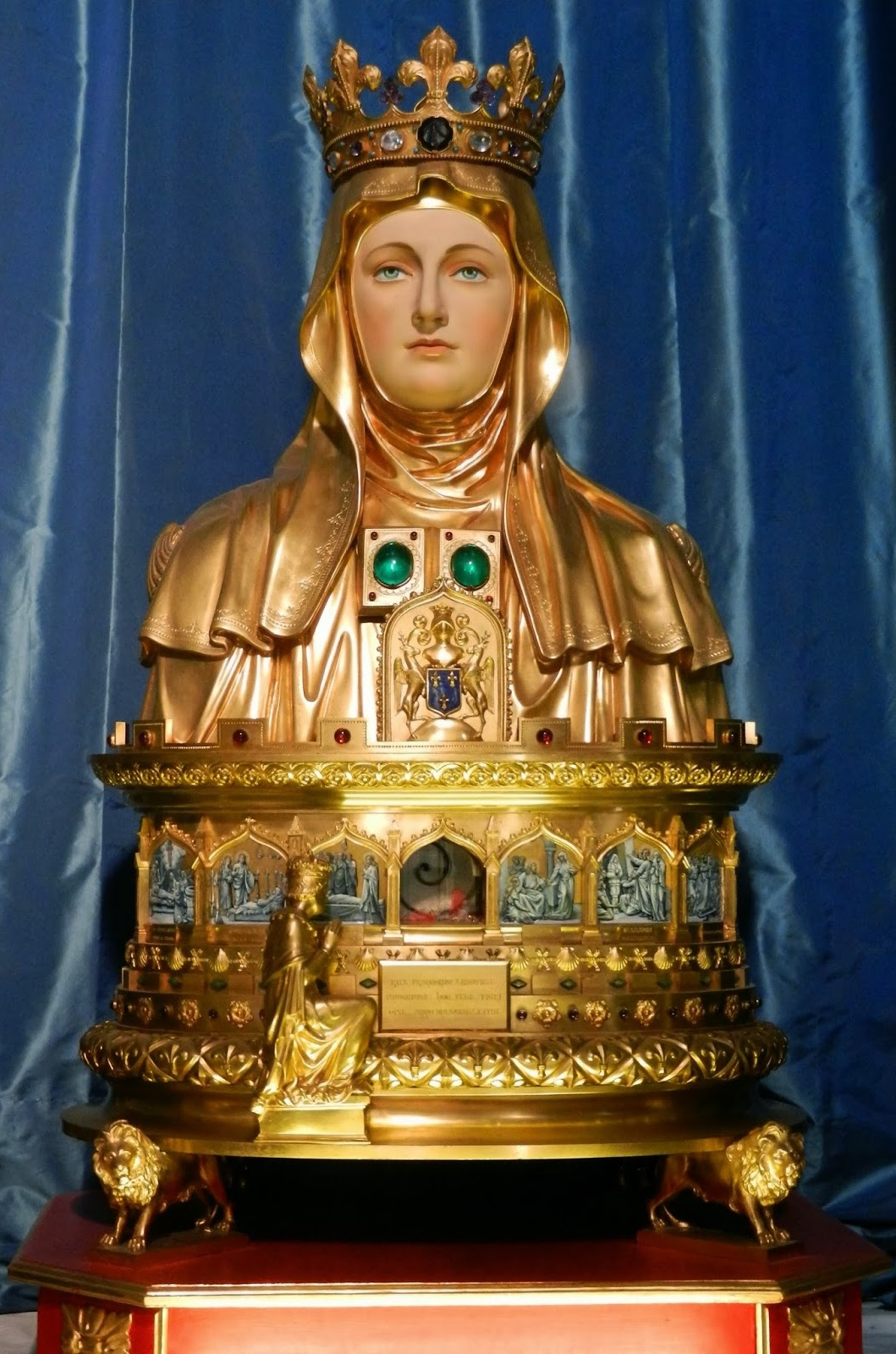
Châsse de sainte Marthe à la collégiale royale de Tarascon.